# Équipe de Rhodésie de rugby à XV
Ne doit pas être confondu avec Équipe du Zimbabwe de rugby à XV.
L'équipe de Rhodésie est l'équipe qui représente le territoire de la Rhodésie dans les principales compétitions internationales de rugby à XV, de 1898 jusqu'aux années 1950 à 1960. Ce territoire englobe ceux de la Rhodésie du Nord et de la Rhodésie du Sud.
Après la scission de la Rhodésie en deux États indépendants, deux équipes distinctes prennent le relais de la Rhodésie, celle du Zimbabwe et celle de la Zambie, correspondant respectivement aux anciennes Rhodésie du Sud et du Nord.

## Historique

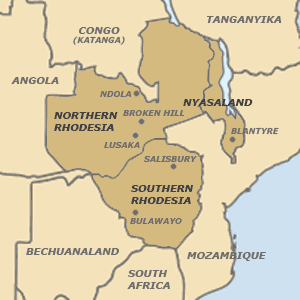
Localisation de la Rhodésie du Nord (Northern Rhodesia) et de la Rhodésie du Sud (Southern Rhodesia) au sein de la Fédération de Rhodésie et du Nyassaland (1953-1963).

Après la création d'une fédération affiliée à la South African Rugby Board en 1895, la Rhodesia Rugby Football Union,,,, une sélection rhodésienne est formée pour la première fois en 1898, afin de participer à la Currie Cup en Afrique du Sud. L'équipe est alors considérée comme une structure destinée à participer au développement du rugby sud-africain,.
En 1910, elle rencontre la sélection des Îles britanniques dans le cadre de la tournée (en) de ces derniers en Afrique du Sud, s'inclinant 11 à 24,,.
Le 27 juillet 1949, dans le cadre de la tournée de la Nouvelle-Zélande en Afrique du Sud (en), la Rhodésie s'impose 10 à 8 (en) contre les All Blacks, à Bulawayo. Cette performance fait de la sélection rhodésienne, alors composée de joueurs nord-rhodésiens et sud-rhodésiens, une des rares équipes à avoir battu l'équipe nationale néo-zélandaise. Trois jours plus tard, une deuxième rencontre se conclut par un match nul, à Salisbury,.
En 1952, l'organisation du rugby en Rhodésie est restructurée, divisée entre le Nord et le Sud. En 1965, la Rhodésie du Nord, devenue entre-temps la Zambie, se sépare définitivement d'un point de vue sportif de la Rhodésie du Sud, avec la création d'une fédération dédiée. Historiquement, l'héritage du rugby rhodésien est rattaché à celui du Zimbabwe.